# 黃勇傳
黃勇傳（2004年3月12日—），為一名台灣前棒球選手，曾效力於中華職棒統一7-ELEVEn獅，守備位置為二壘手。

## 早年
黃勇傳具布農族背景，從小接受棒球訓練，就讀彰化縣東山國小、新明國中、平鎮高中。

## 職棒生涯
其於2022年選秀會中被統一7-ELEVEn獅以第1指名選中，簽約金500萬元，外加100萬激勵獎金。
2023年5月5日於花蓮棒球場對上味全龍的比賽中，黃勇傳於八局下上場代打，為生涯首場出賽。年底的季後挑戰賽中，黃勇傳被選入28人登錄名單，並在第二戰與第三戰中擔任先發二壘手，成為中華職棒季後挑戰賽最年輕先發野手。
2024年5月15日，黃勇傳被統一7-ELEVEn獅球團以違反內部規章開除；新聞稿中，球團指出其財務管理問題，並透露其請假處理借貸問題，經密切聯繫仍逾假未歸。球團給予離隊同意書，並向聯盟提出合約讓渡申請，使其保有轉隊機會。
黃勇傳5月22日首次露面說明。在記者會中，他否認自身債務來自賭博，公布自身花費說明自己入不敷出需向隊友借款及民間借貸以支應生活開銷；逾假未歸則是為躲避債主，且不敢面對長官及教練。5月23日期限截止前，黃勇傳的合約讓渡，無任何球團提出申請，因此成為自由契約球員。

## 外部連結
- 黃勇傳在台灣棒球維基館上的頁面（繁體中文）
- 黃勇傳在中華職棒官網
- 黃勇傳在Baseball-Reference.com（小聯盟以及海外聯盟）（英语）